# أرت غانيه
أرت غانيه هو لاعب هوكي الجليد كندي، ولد في 11 أكتوبر 1896 في أوتاوا في كندا، وتوفي في 5 أكتوبر 1988.

## وصلات خارجية
- أرت غانيه على موقع دوري الهوكي الوطني (الإنجليزية)
- أرت غانيه على موقع قاعة مشاهير الهوكي (لاعب أن.إتش.أل) (الإنجليزية)
- أرت غانيه على موقع EliteProspects.com (الإنجليزية)
- أرت غانيه على موقع HockeyDB.com (الإنجليزية)
- أرت غانيه على موقع Hockey-Reference.com (الإنجليزية)